# Добжехув
Добжехув (пол. Dobrzechów) — село в Польщі, у гміні Стрижів Стрижівського повіту Підкарпатського воєводства.
Населення — 1649 осіб (2011).
У 1975-1998 роках село належало до Ряшівського воєводства.

## Демографія
Демографічна структура станом на 31 березня 2011 року:
|          | Загалом | Допрацездатний вік | Працездатний вік | Постпрацездатний вік |
| -------- | ------- | ------------------ | ---------------- | -------------------- |
| Чоловіки | 826     | 181                | 551              | 94                   |
| Жінки    | 823     | 138                | 516              | 169                  |
| Разом    | 1649    | 319                | 1067             | 263                  |